# لودویکو دآراگونا

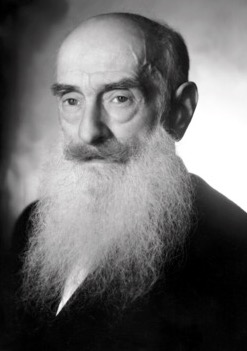
لودوویکو دآراگونا

لودویکو دآراگونا (به ایتالیایی: Ludovico D'Aragona)؛ (زاده ۲۳ مه ۱۸۷۶ – درگذشته ۱۷ ژوئن ۱۹۶۱) سیاستمدار سوسیالیست ایتالیایی بود که چندین پست دولتی داشت. او همچنین در مجلس و سنای ایتالیا خدمت کرد.

## زندگی‌نامه
دآراگونا در چرنوسکو سول ناویلیو، میلان، در ۲۳ مه ۱۸۷۶ به دنیا آمد. در سال ۱۸۹۲ به حزب سوسیالیست کارگران ایتالیا پیوست. او چندین بار محکوم و مجبور به تبعید شد. او در سال ۱۸۹۵ در فرانسه و در سال ۱۸۹۸ در سوئیس اقامت گزید.
پس از بازگشت به ایتالیا در سال ۱۹۰۰، در ۱۹۰۴ مشاور شهرداری میلان شد. او از بنیانگذاران اتحادیه فلزکاران بود. از سال ۱۹۰۹ او سمت‌های مهمی در کنفدراسیون عمومی کار که از سال ۱۹۱۸ تا ۱۹۲۵ دبیرکل آن بود، داشت. سپس تا پایان حکومت فاشیست‌ها در ایتالیا در پاریس زندگی کرد. او پس از جنگ جهانی دوم برای دو دوره در پارلمان ایتالیا انتخاب شد. در سال ۱۹۴۷ او حزب سوسیالیست ایتالیا را ترک کرد و به حزب سوسیالیست دموکرات ایتالیا پیوست که در دوره ۱۹۴۸–۱۹۴۹ دبیرکل آن بود. پس از انتخاباتی که همزمان با رفراندوم برگزار شد و در ۲ ژوئن ۱۹۴۶، ایتالیا تصمیم گرفت نظام خود را به جمهوری تغییر دهد، او به عضویت مجلس مؤسسان انتخاب شد و در سال ۱۹۴۸ او به طور رسمی به عنوان سناتور منصوب و بین سال‌های ۱۹۴۸ تا ۱۹۵۳ عضو مجلس سنای ایتالیا بود.
دآراگونا بین سال های ۱۹۴۶ و ۱۹۴۷ به عنوان وزیر کار و تامین اجتماعی در دولت دوم آلسید دی گاسپری خدمت کرد. جوزپه رومیتا به عنوان وزیر کار و تامین اجتماعی جانشین او شد. آراگونا وزیر پست و ارتباطات در کابینه چهارم دی گاسپری بین ۱۵ دسامبر ۱۹۴۷ تا ۲۴ مه ۱۹۴۸ و وزیر حمل و نقل در کابینه ششم دی گاسپری بین ۲۷ ژانویه ۱۹۵۰ تا ۵ آوریل ۱۹۵۱ بود. در سال‌های ۱۹۴۷-۱۹۴۸ ریاست «کمیسیون اصلاح تأمین اجتماعی» را بر عهده داشت که به موازات مجلس مؤسسان فعالیت می‌کرد. علاوه بر این، دآراگونا مدیر هفته نامه «کار سوسیالیستی» در سال ۱۹۴۶، دو هفته نامه «نبردهای اتحادیه» در دوره ۱۹و ۴۷-۱۹۴۸، و مجله هفتگی «دموکراسی سوسیالیستی» در سال ۱۹۴۹ بود. او در ۱۷ ژوئن ۱۹۶۱ در رم درگذشت.